# برايان ورث
برايان ورث (بالإنجليزية: Brian Worth)‏ هو ممثل بريطاني (وحمل سابقاً جنسية المملكة المتحدة لبريطانيا العظمى وأيرلندا)، ولد في 30 يوليو 1914 بلندن في المملكة المتحدة، وتوفي في 25 أغسطس 1978.

## وصلات خارجية
- برايان ورث على موقع IMDb (الإنجليزية)
- برايان ورث على موقع قاعدة بيانات الفيلم (الإنجليزية)